# 朱徽焟
陽宗王朱徽焟（1419年—15世纪），明朝岷庄王朱楩的庶五子。

## 生平

### 受封
宣德三年（1428年）七月，造陽宗王鍍金銀印一份。宣德四年（1429年）十月，明宣宗命行在尚寶司卿葛真、戶科左給事中許侃為正副使，持節封朱徽焟為陽宗王。宣德五年（1430年）十月，命尚寶司少卿俞敬、戶科都給事中卜禎為正副使，持節冊封寶慶衞千戶沈瑄的妹妹為陽宗王妃。
宣德六年（1431年）七月，命行在戶部給朱徽焟及二哥鎮南王朱徽煣、三哥江川王朱徽煝、四哥廣通王朱徽煠歲祿各五百石，米鈔各半。
朱徽焟的母亲苏氏盜取金銀给朱徽焟，被朱楩追索，没能索回全部，苏氏自缢。朱徽焟骑一匹马带五个人擅自出城从宝庆府到长沙想入京奏事，被湖廣三司等官派人在路上截获，令他回府并改令他人奏事。正統十三年（1448年）九月，明英宗写信给朱楩，说朱徽焟意在捏造言辞诬陷好人，如果朱徽焟已经回府，朱楩作为父亲应该念在父子之情及朱徽焟因母亲引咎自杀哀痛其死、被追赃而窘迫无奈，予以宽待，不必追究。
朱徽焟奏生母被朱徽煣逼死，英宗遣駙馬都尉井源和巡按御史去府中詢察并逮捕相关人讯问，十二月，井源等说蘇氏累次盜取府庫金銀，事发羞愧自縊，并无被逼。英宗命将尸体还給朱徽焟，以禮安葬，并敕令朱楩，说朱徽焟不遵父命、陷母于不義、誣告兄长，法律难容，念是宗室，故且宽恕；还提到朱徽焟和朱徽煠擅自拆墻開門，见了朱徽煣不行礼，都违背国法，朱徽煝坐看兄弟相争却不规劝，都不追究，如果朱徽焟等以后再不知悔改，必定依法处置不宽恕，他们所开的新门应该重新砌断，仍旧用旧门通行；又敕令朱徽煣念兄弟之情心存宽厚，对弟弟们加恩禮待，否则也依法不徇私。
朱徽焟和朱徽煠擅入朱楩王宮，強行打開內外庫取走金銀、羅叚、文卷及承奉內使家財，被朱徽煣上奏。正統十四年（1449年）四月，明英宗下敕书告谕朱徽煠、朱徽焟，指责说对他们的兄弟纷争已经特别宽恕，却又再犯；派御史、錦衣衛官依法查问，除各王府宮眷使婢外，其餘校尉等都按名字送审，輕者发遣，重者械送京城；要二王将所得财物归还，朝廷念他们很快改过也将宽待，否则治不孝之罪；并写信给朱徽煣要他念兄弟之情与弟弟们和睦相处。
教授汪敬奏朱徽煠、朱徽焟等各自往東門出城稱欲赴京奏事。十月，明代宗敕令二王非奉敕不可擅离王府，勒令回府安住，如有事应另外派人入京上奏，如有违法，不敢徇私。

### 被废
朱徽煠被家人段友洪鼓动谋反事发，景泰二年（1451年）十月，湖廣總管王來、總兵官保定伯梁珤奏朱徽焟派家人李祥与段友洪等召誘苗兵，是同謀。奏折下到都察院，都察院请求派马交给正在调查朱徽煠的巡撫湖廣右都御史李實、監察御史劉孜、錦衣衛指揮盧忠、駙馬都尉焦敬、內官李琮依法查实上奏处置，获准。
朱徽煠被召进京后伏罪，说朱徽焟同谋。经过审理，得到二王谋反情状。十二月，代宗认为二王图谋危害社稷，依法难以宽恕，念及是宗亲，违背法律免去死罪，降为庶人，命內官陳安、內使阮僚与焦敬、盧忠带金牌去岷王府取朱徽焟和二王家属去凤阳看守祖陵，敕令內官黎賢去鳳陽會合內官雷春、中都留守司、鳳陽府修理墻垣、房屋、門禁给他们之居住，严格防守，每年给他们食米二百石，酌量给柴薪；二王在岷王府所有的土地、田園、粗重物件都给朱徽煣收用，朱徽焟原先所受王印、冠服等件令朱徽煣派人進繳，并写信告知宗室各王。
李實因为二王放縱家人和乳母丈夫私通苗寨作乱，请求禁止家人、乳母丈夫通行。景泰三年（1452年）二月，代宗下诏调查各王府內官內使家人小廝年貌、鄉貫，造冊交给長史司，出入給与文憑、執照，各王世子、郡主自己能飲食以后乳母不許再入王府，若軍民人等投充家人，影射差役，將窩藏者与正犯一体治罪。
九月，代宗敕令告知中都留守司、鳳陽府，派奉御來翟前去凤阳，与雷春一同奉侍皇陵，收取朱徽焟的門禁钥匙，由往來提督官軍看守朱徽焟；百姓艰难，而朱徽焟已有米糧柴薪，不必多供给，如果家里死了人，在城外空閒處择地埋葬燒化即可。
天順二年（1458年）二月，英宗敕令雷春等，说自己念宗室之情，想把朱徽煠、朱徽焟及其家人送回岷王府，但因为他们和岷恭王朱徽煣有旧怨，恐怕难以共处，仍令他们原地居住，但两家人口越来越多，每日的花销、米薪、器服或有欠缺，应该令有司供給，如果不缺，也应该增加，他们的成年子女也该婚配和获准与亲戚往来，并开具上奏所增加的日用数目。雷春说，早在景泰七年（1456年），因朱徽焟与妻沈氏訴稱寒苦，代宗命两家儿媳每人增支絹一疋、綿布二疋、綿花二斤，但天順元年他们没有支用，自己已经全部给了，又每人每年增加綿布一疋、綿花半斤，两家每月共增給香油三十五斤、盐二十五斤、茶十五斤，朱徽焟家口稍多，每年增米十二石。户部上奏了雷春的话，九月，英宗准奏。
英宗敕令有司增加朱徽煠、朱徽焟米薪布花等物，让他们的子女婚配。天順四年（1460年）四月，有司奏称朱徽煠、朱徽焟的子女都被严格囚禁，不与外界交通，女子已送入成婚，但却不敢将男子送入，应该令縣官建造屋舍，让朱徽煠、朱徽焟的女儿们出来成婚，获准。
成化三年（1467年）十月，巡抚淮扬右副都御史滕昭奏请将朱徽煠、朱徽焟送回湖广附近赡养防卫以免被利用作乱，事下礼部官员商议，宪宗认为安置已定不必更改。
成化七年（1471年）十二月，朱微焟女朱寶鑑认为父亲幽闭凤阳已经二十年，请求让他获赦，愿意效仿汉朝的淳于緹縈，做婢女为父亲赎罪，言辞很恳切。事下法司商议，认为朱徽焟、朱徽煠曾勾结苗兵谋叛，情罪深重，应该终身禁锢。宪宗同意，认为祖宗之法不可廢。
成化二十二年（1486年）十二月，因为鳳陽東高墻庶人朱成銀、朱成鑽生了好几个儿女，按朱徽焟的例子给他们加赐衣食。
宿州知州萬本奏请存恤高墻庶人。弘治元年（1488年）五月，都察院會同刑部商议，认为朱徽焟等不遵祖訓，身犯十惡，朝廷已经不顾法律宽恕了，再難继续宽恕，已经供給薪米之類，应该禁止他们的买办人役侵渔，和避免子女成年后错过婚期，請求令鳳陽巡撫巡按、神宮監等官查他们的婚姻之期，預先具奏，准许與官員軍民結婚，不得違誤；痛革買办人員，務必照市价收買，按時供送，婚姻、喪葬都给表裏羊酒及衣食棺槨的费用，现存人口每年給布絹、薪米，比以前增加，以為優养，以後子女长大后也如此。明孝宗同意，令各官查朱徽焟等应该婚嫁的子女，奏請婚嫁，禁止買辦人役不得侵漁，違者治罪不宥。

#### 身后
嘉靖四年（1525年）六月，明世宗听御史葉忠建议，赦高墻已故多年庶人朱徽煠、朱徽焟等的家属驹儿等一百四十三人，敕內官分送各王府隨住，口粮、布花、婚配等項給如高墻例，仍敕各王府鈐束戒諭，令改過自新。

## 家庭

### 妻妾
- 王妃沈氏

### 子孙
- 长子朱音壇，景泰元年（1450年）二月赐名
- 次子朱音，景泰元年（1450年）二月赐名[24]
- 女儿朱宝鑑，成化七年（1471年）十二月在世